# Boucles de la Mayenne 2021
La 46e édition des Boucles de la Mayenne a lieu du 27 au 30 mai 2021. La course fait partie pour la première fois du calendrier UCI ProSeries 2021 en catégorie 2.Pro. Arnaud Démare, ayant gagné les trois dernières étapes, remporte cette édition devant Philipp Walsleben vainqueur de la première étape.

## Équipes participantes
Vingt équipes participent à la course : cinq UCI WorldTeams, quatorze équipes continentales professionnelles et deux équipes continentales :
| WorldTeams (5)- AG2R Citroën Team - Cofidis - Team DSM - Groupama-FDJ - Intermarché-Wanty-Gobert Matériaux ProTeams (14)- Alpecin-Fenix - Androni Giocattoli-Sidermec - Arkéa-Samsic - B&B Hotels p/b KTM - Bingoal Pauwels Sauces WB - Burgos-BH - Caja Rural-Seguros RGA - Gazprom-RusVelo - Equipo Kern Pharma - Delko - Rally Cycling - Sport Vlaanderen-Baloise - Total Direct Énergie - Uno-X Pro Cycling Team Équipes continentales (2)- Saint Michel-Auber 93 - Xelliss-Roubaix Lille Métropole |
| |

## Étapes
| Étape     | Date   | Villes étapes                    | type            | Distance (km) | Dénivelé (m) | Vainqueur d'étape | Leader du classement général |
| --------- | ------ | -------------------------------- | --------------- | ------------- | ------------ | ----------------- | ---------------------------- |
| 1re étape | 27 mai | Le Genest-Saint-Isle – Ambrières | étape vallonnée | 174,24        | 1 748 m      | Philipp Walsleben | Philipp Walsleben            |
| 2e étape  | 28 mai | Vaiges – Évron                   | étape vallonnée | 173,35        | 2 180 m      | Arnaud Démare     | Philipp Walsleben            |
| 3e étape  | 29 mai | Saint-Berthevin – Craon          | étape vallonnée | 181,68        | 1 668 m      | Arnaud Démare     | Arnaud Démare                |
| 4e étape  | 30 mai | Méral – Laval                    | étape vallonnée | 180,73        | 1 789 m      | Arnaud Démare     | Arnaud Démare                |

## Déroulement de la course

### 1reétape
| \| Classement de l'étape \| Classement de l'étape \| Classement de l'étape \| Classement de l'étape \| Classement de l'étape \| \| Coureur \| Coureur \| Pays \| Équipe \| Temps \| \| --------------------- \| --------------------- \| --------------------- \| ---------------------- \| --------------------- \| \| 1er \| Philipp Walsleben \| Allemagne \| Alpecin-Fenix \| 3 h 59 min 48 s \| \| 2e \| Diego Rubio \| Espagne \| Burgos-BH \| + 7 s \| \| 3e \| Arnaud Démare \| France \| Groupama-FDJ \| + 11 s \| \| 4e \| Kristoffer Halvorsen \| Norvège \| Uno-X Pro Cycling Team \| + 11 s \| \| 5e \| Bryan Coquard \| France \| B&B Hotels p/b KTM \| + 11 s \| \| 6e \| Piet Allegaert \| Belgique \| Cofidis \| + 11 s \| \| 7e \| Marc Sarreau \| France \| AG2R Citroën Team \| + 11 s \| \| 8e \| Nils Eekhoff \| Pays-Bas \| Team DSM \| + 11 s \| \| 9e \| Bram Welten \| Pays-Bas \| Arkéa-Samsic \| + 15 s \| \| 10e \| Jon Aberasturi \| Espagne \| Caja Rural-Seguros RGA \| + 17 s \| |                      |           |                        |                 |
| |                      |           |                        |                 |
| Source : ProCyclingStats |                      |           |                        |                 |
| Classement de l'étape |                      |           |                        |                 |
| Coureur | Coureur              | Pays      | Équipe                 | Temps           |
| 1er | Philipp Walsleben    | Allemagne | Alpecin-Fenix          | 3 h 59 min 48 s |
| 2e | Diego Rubio          | Espagne   | Burgos-BH              | + 7 s           |
| 3e | Arnaud Démare        | France    | Groupama-FDJ           | + 11 s          |
| 4e | Kristoffer Halvorsen | Norvège   | Uno-X Pro Cycling Team | + 11 s          |
| 5e | Bryan Coquard        | France    | B&B Hotels p/b KTM     | + 11 s          |
| 6e | Piet Allegaert       | Belgique  | Cofidis                | + 11 s          |
| 7e | Marc Sarreau         | France    | AG2R Citroën Team      | + 11 s          |
| 8e | Nils Eekhoff         | Pays-Bas  | Team DSM               | + 11 s          |
| 9e | Bram Welten          | Pays-Bas  | Arkéa-Samsic           | + 15 s          |
| 10e | Jon Aberasturi       | Espagne   | Caja Rural-Seguros RGA | + 17 s          |

| \| Classement général \| Classement général \| Classement général \| Classement général \| Classement général \| \| Coureur \| Coureur \| Pays \| Équipe \| Temps \| \| ------------------ \| -------------------- \| ------------------ \| ---------------------- \| ------------------ \| \| 1er \| Philipp Walsleben \| Allemagne \| Alpecin-Fenix \| 3 h 59 min 33 s \| \| 2e \| Diego Rubio \| Espagne \| Burgos-BH \| + 16 s \| \| 3e \| Arnaud Démare \| France \| Groupama-FDJ \| + 22 s \| \| 4e \| Kristoffer Halvorsen \| Norvège \| Uno-X Pro Cycling Team \| + 26 s \| \| 5e \| Bryan Coquard \| France \| B&B Hotels p/b KTM \| + 26 s \| \| 6e \| Piet Allegaert \| Belgique \| Cofidis \| + 26 s \| \| 7e \| Marc Sarreau \| France \| AG2R Citroën Team \| + 26 s \| \| 8e \| Nils Eekhoff \| Pays-Bas \| Team DSM \| + 26 s \| \| 9e \| Bram Welten \| Pays-Bas \| Arkéa-Samsic \| + 30 s \| \| 10e \| Jon Aberasturi \| Espagne \| Caja Rural-Seguros RGA \| + 32 s \| |                      |           |                        |                 |
| |                      |           |                        |                 |
| Source : ProCyclingStats |                      |           |                        |                 |
| Classement général |                      |           |                        |                 |
| Coureur | Coureur              | Pays      | Équipe                 | Temps           |
| 1er | Philipp Walsleben    | Allemagne | Alpecin-Fenix          | 3 h 59 min 33 s |
| 2e | Diego Rubio          | Espagne   | Burgos-BH              | + 16 s          |
| 3e | Arnaud Démare        | France    | Groupama-FDJ           | + 22 s          |
| 4e | Kristoffer Halvorsen | Norvège   | Uno-X Pro Cycling Team | + 26 s          |
| 5e | Bryan Coquard        | France    | B&B Hotels p/b KTM     | + 26 s          |
| 6e | Piet Allegaert       | Belgique  | Cofidis                | + 26 s          |
| 7e | Marc Sarreau         | France    | AG2R Citroën Team      | + 26 s          |
| 8e | Nils Eekhoff         | Pays-Bas  | Team DSM               | + 26 s          |
| 9e | Bram Welten          | Pays-Bas  | Arkéa-Samsic           | + 30 s          |
| 10e | Jon Aberasturi       | Espagne   | Caja Rural-Seguros RGA | + 32 s          |

### 2eétape
L'échappée prend forme après plusieurs tentatives. Stan Dewulf (AG2R-Citroën), Ángel Fuentes (Burgos-BH), Francisco Galván (Kern Pharma), Žiga Jerman (Androni-Giocatelli-Sidermec) et Morne van Niekerk (St Michel-Auber 93) ont environ quatre minutes d'avance quand une tentative de contre dans le peloton a lieu avec Bob Jungels et Rasmus Tiller, ceux-ci sont repris après trois kilomètres. Mais au km 73 à la faveur d'une petite côte Benoît Cosnefroy part seul, quand il revient à moins d'une minute du groupe, Dewulf avertit ses compagnons d'échappés et alors ils attendent. Peu à peu van Niekerk, Jerman puis Fuentes sont lâchés. Cosnefroy revient sur la tête et le trio reprend du temps sur le peloton. Le duo des AG2R sont finalement repris après la flamme rouge, l'équipe Groupama-FDJ met en manœuvre le sprint et Arnaud Démare gagne l'étape.
« Boucles de la Mayenne : le résumé de la 2e étape en vidéo » [vidéo], L'Équipe, 28 mai 2021
| \| Classement de l'étape \| Classement de l'étape \| Classement de l'étape \| Classement de l'étape \| Classement de l'étape \| \| Coureur \| Coureur \| Pays \| Équipe \| Temps \| \| --------------------- \| --------------------- \| --------------------- \| ---------------------------------- \| --------------------- \| \| 1er \| Arnaud Démare \| France \| Groupama-FDJ \| 4 h 11 min 32 s \| \| 2e \| Niccolò Bonifazio \| Italie \| Total Direct Énergie \| + 0 s \| \| 3e \| Kristoffer Halvorsen \| Norvège \| Uno-X Pro Cycling Team \| + 0 s \| \| 4e \| Jonas Koch \| Allemagne \| Intermarché-Wanty-Gobert Matériaux \| + 0 s \| \| 5e \| Stanisław Aniołkowski \| Pologne \| Bingoal Pauwels Sauces WB \| + 0 s \| \| 6e \| Piet Allegaert \| Belgique \| Cofidis \| + 0 s \| \| 7e \| Matteo Malucelli \| Italie \| Androni Giocattoli-Sidermec \| + 0 s \| \| 8e \| Emiel Vermeulen \| Belgique \| Xelliss-Roubaix Lille Métropole \| + 0 s \| \| 9e \| Jon Aberasturi \| Espagne \| Caja Rural-Seguros RGA \| + 0 s \| \| 10e \| Nils Eekhoff \| Pays-Bas \| Team DSM \| + 0 s \| |                       |           |                                    |                 |
| |                       |           |                                    |                 |
| Source : ProCyclingStats |                       |           |                                    |                 |
| Classement de l'étape |                       |           |                                    |                 |
| Coureur | Coureur               | Pays      | Équipe                             | Temps           |
| 1er | Arnaud Démare         | France    | Groupama-FDJ                       | 4 h 11 min 32 s |
| 2e | Niccolò Bonifazio     | Italie    | Total Direct Énergie               | + 0 s           |
| 3e | Kristoffer Halvorsen  | Norvège   | Uno-X Pro Cycling Team             | + 0 s           |
| 4e | Jonas Koch            | Allemagne | Intermarché-Wanty-Gobert Matériaux | + 0 s           |
| 5e | Stanisław Aniołkowski | Pologne   | Bingoal Pauwels Sauces WB          | + 0 s           |
| 6e | Piet Allegaert        | Belgique  | Cofidis                            | + 0 s           |
| 7e | Matteo Malucelli      | Italie    | Androni Giocattoli-Sidermec        | + 0 s           |
| 8e | Emiel Vermeulen       | Belgique  | Xelliss-Roubaix Lille Métropole    | + 0 s           |
| 9e | Jon Aberasturi        | Espagne   | Caja Rural-Seguros RGA             | + 0 s           |
| 10e | Nils Eekhoff          | Pays-Bas  | Team DSM                           | + 0 s           |

| \| Classement général \| Classement général \| Classement général \| Classement général \| Classement général \| \| Coureur \| Coureur \| Pays \| Équipe \| Temps \| \| ------------------ \| -------------------- \| ------------------ \| ---------------------- \| ------------------ \| \| 1er \| Philipp Walsleben \| Allemagne \| Alpecin-Fenix \| 8 h 11 min 05 s \| \| 2e \| Arnaud Démare \| France \| Groupama-FDJ \| + 12 s \| \| 3e \| Diego Rubio \| Espagne \| Burgos-BH \| + 16 s \| \| 4e \| Kristoffer Halvorsen \| Norvège \| Uno-X Pro Cycling Team \| + 22 s \| \| 5e \| Piet Allegaert \| Belgique \| Cofidis \| + 26 s \| \| 6e \| Nils Eekhoff \| Pays-Bas \| Team DSM \| + 26 s \| \| 7e \| Niccolò Bonifazio \| Italie \| Total Direct Énergie \| + 26 s \| \| 8e \| Marc Sarreau \| France \| AG2R Citroën Team \| + 26 s \| \| 9e \| Bryan Coquard \| France \| B&B Hotels p/b KTM \| + 26 s \| \| 10e \| Benoît Cosnefroy \| France \| AG2R Citroën Team \| + 29 s \| |                      |           |                        |                 |
| |                      |           |                        |                 |
| Source : ProCyclingStats |                      |           |                        |                 |
| Classement général |                      |           |                        |                 |
| Coureur | Coureur              | Pays      | Équipe                 | Temps           |
| 1er | Philipp Walsleben    | Allemagne | Alpecin-Fenix          | 8 h 11 min 05 s |
| 2e | Arnaud Démare        | France    | Groupama-FDJ           | + 12 s          |
| 3e | Diego Rubio          | Espagne   | Burgos-BH              | + 16 s          |
| 4e | Kristoffer Halvorsen | Norvège   | Uno-X Pro Cycling Team | + 22 s          |
| 5e | Piet Allegaert       | Belgique  | Cofidis                | + 26 s          |
| 6e | Nils Eekhoff         | Pays-Bas  | Team DSM               | + 26 s          |
| 7e | Niccolò Bonifazio    | Italie    | Total Direct Énergie   | + 26 s          |
| 8e | Marc Sarreau         | France    | AG2R Citroën Team      | + 26 s          |
| 9e | Bryan Coquard        | France    | B&B Hotels p/b KTM     | + 26 s          |
| 10e | Benoît Cosnefroy     | France    | AG2R Citroën Team      | + 29 s          |

### 3eétape
| \| Classement de l'étape \| Classement de l'étape \| Classement de l'étape \| Classement de l'étape \| Classement de l'étape \| \| Coureur \| Coureur \| Pays \| Équipe \| Temps \| \| --------------------- \| --------------------- \| --------------------- \| ------------------------------- \| --------------------- \| \| 1er \| Arnaud Démare \| France \| Groupama-FDJ \| 4 h 18 min 48 s \| \| 2e \| Kristoffer Halvorsen \| Norvège \| Uno-X Pro Cycling Team \| + 0 s \| \| 3e \| Nils Eekhoff \| Pays-Bas \| Team DSM \| + 0 s \| \| 4e \| Arvid de Kleijn \| Pays-Bas \| Rally Cycling \| + 0 s \| \| 5e \| Stanisław Aniołkowski \| Pologne \| Bingoal Pauwels Sauces WB \| + 0 s \| \| 6e \| Piet Allegaert \| Belgique \| Cofidis \| + 0 s \| \| 7e \| Daniel McLay \| Royaume-Uni \| Arkéa-Samsic \| + 0 s \| \| 8e \| Emiel Vermeulen \| Belgique \| Xelliss-Roubaix Lille Métropole \| + 0 s \| \| 9e \| Sasha Weemaes \| Belgique \| Sport Vlaanderen-Baloise \| + 0 s \| \| 10e \| Jon Aberasturi \| Espagne \| Caja Rural-Seguros RGA \| + 0 s \| |                       |             |                                 |                 |
| |                       |             |                                 |                 |
| Source : ProCyclingStats |                       |             |                                 |                 |
| Classement de l'étape |                       |             |                                 |                 |
| Coureur | Coureur               | Pays        | Équipe                          | Temps           |
| 1er | Arnaud Démare         | France      | Groupama-FDJ                    | 4 h 18 min 48 s |
| 2e | Kristoffer Halvorsen  | Norvège     | Uno-X Pro Cycling Team          | + 0 s           |
| 3e | Nils Eekhoff          | Pays-Bas    | Team DSM                        | + 0 s           |
| 4e | Arvid de Kleijn       | Pays-Bas    | Rally Cycling                   | + 0 s           |
| 5e | Stanisław Aniołkowski | Pologne     | Bingoal Pauwels Sauces WB       | + 0 s           |
| 6e | Piet Allegaert        | Belgique    | Cofidis                         | + 0 s           |
| 7e | Daniel McLay          | Royaume-Uni | Arkéa-Samsic                    | + 0 s           |
| 8e | Emiel Vermeulen       | Belgique    | Xelliss-Roubaix Lille Métropole | + 0 s           |
| 9e | Sasha Weemaes         | Belgique    | Sport Vlaanderen-Baloise        | + 0 s           |
| 10e | Jon Aberasturi        | Espagne     | Caja Rural-Seguros RGA          | + 0 s           |

| \| Classement général \| Classement général \| Classement général \| Classement général \| Classement général \| \| Coureur \| Coureur \| Pays \| Équipe \| Temps \| \| ------------------ \| -------------------- \| ------------------ \| ---------------------- \| ------------------ \| \| 1er \| Arnaud Démare \| France \| Groupama-FDJ \| 12 h 29 min 55 s \| \| 2e \| Philipp Walsleben \| Allemagne \| Alpecin-Fenix \| + 2 s \| \| 3e \| Kristoffer Halvorsen \| Norvège \| Uno-X Pro Cycling Team \| + 14 s \| \| 4e \| Bryan Coquard \| France \| B&B Hotels p/b KTM \| + 18 s \| \| 5e \| Diego Rubio \| Espagne \| Burgos-BH \| + 18 s \| \| 6e \| Nils Eekhoff \| Pays-Bas \| Team DSM \| + 20 s \| \| 7e \| Piet Allegaert \| Belgique \| Cofidis \| + 24 s \| \| 8e \| Niccolò Bonifazio \| Italie \| Total Direct Énergie \| + 24 s \| \| 9e \| Tobias Bayer \| Autriche \| Alpecin-Fenix \| + 26 s \| \| 10e \| Marc Sarreau \| France \| AG2R Citroën Team \| + 28 s \| |                      |           |                        |                  |
| |                      |           |                        |                  |
| Source : ProCyclingStats |                      |           |                        |                  |
| Classement général |                      |           |                        |                  |
| Coureur | Coureur              | Pays      | Équipe                 | Temps            |
| 1er | Arnaud Démare        | France    | Groupama-FDJ           | 12 h 29 min 55 s |
| 2e | Philipp Walsleben    | Allemagne | Alpecin-Fenix          | + 2 s            |
| 3e | Kristoffer Halvorsen | Norvège   | Uno-X Pro Cycling Team | + 14 s           |
| 4e | Bryan Coquard        | France    | B&B Hotels p/b KTM     | + 18 s           |
| 5e | Diego Rubio          | Espagne   | Burgos-BH              | + 18 s           |
| 6e | Nils Eekhoff         | Pays-Bas  | Team DSM               | + 20 s           |
| 7e | Piet Allegaert       | Belgique  | Cofidis                | + 24 s           |
| 8e | Niccolò Bonifazio    | Italie    | Total Direct Énergie   | + 24 s           |
| 9e | Tobias Bayer         | Autriche  | Alpecin-Fenix          | + 26 s           |
| 10e | Marc Sarreau         | France    | AG2R Citroën Team      | + 28 s           |

### 4eétape
| \| Classement de l'étape \| Classement de l'étape \| Classement de l'étape \| Classement de l'étape \| Classement de l'étape \| \| Coureur \| Coureur \| Pays \| Équipe \| Temps \| \| --------------------- \| --------------------- \| --------------------- \| ------------------------- \| --------------------- \| \| 1er \| Arnaud Démare \| France \| Groupama-FDJ \| 4 h 14 min 55 s \| \| 2e \| Daniel McLay \| Royaume-Uni \| Arkéa-Samsic \| + 0 s \| \| 3e \| Bryan Coquard \| France \| B&B Hotels p/b KTM \| + 0 s \| \| 4e \| Nils Eekhoff \| Pays-Bas \| Team DSM \| + 0 s \| \| 5e \| Stanisław Aniołkowski \| Pologne \| Bingoal Pauwels Sauces WB \| + 0 s \| \| 6e \| Niccolò Bonifazio \| Italie \| Total Direct Énergie \| + 0 s \| \| 7e \| Kristoffer Halvorsen \| Norvège \| Uno-X Pro Cycling Team \| + 0 s \| \| 8e \| Jon Aberasturi \| Espagne \| Caja Rural-Seguros RGA \| + 0 s \| \| 9e \| Marc Sarreau \| France \| AG2R Citroën Team \| + 0 s \| \| 10e \| Jordi Warlop \| Belgique \| Sport Vlaanderen-Baloise \| + 0 s \| |                       |             |                           |                 |
| |                       |             |                           |                 |
| Source : ProCyclingStats |                       |             |                           |                 |
| Classement de l'étape |                       |             |                           |                 |
| Coureur | Coureur               | Pays        | Équipe                    | Temps           |
| 1er | Arnaud Démare         | France      | Groupama-FDJ              | 4 h 14 min 55 s |
| 2e | Daniel McLay          | Royaume-Uni | Arkéa-Samsic              | + 0 s           |
| 3e | Bryan Coquard         | France      | B&B Hotels p/b KTM        | + 0 s           |
| 4e | Nils Eekhoff          | Pays-Bas    | Team DSM                  | + 0 s           |
| 5e | Stanisław Aniołkowski | Pologne     | Bingoal Pauwels Sauces WB | + 0 s           |
| 6e | Niccolò Bonifazio     | Italie      | Total Direct Énergie      | + 0 s           |
| 7e | Kristoffer Halvorsen  | Norvège     | Uno-X Pro Cycling Team    | + 0 s           |
| 8e | Jon Aberasturi        | Espagne     | Caja Rural-Seguros RGA    | + 0 s           |
| 9e | Marc Sarreau          | France      | AG2R Citroën Team         | + 0 s           |
| 10e | Jordi Warlop          | Belgique    | Sport Vlaanderen-Baloise  | + 0 s           |

## Classements finals

### Classement général final
| \| Classement général \| Classement général \| Classement général \| Classement général \| Classement général \| \| Coureur \| Coureur \| Pays \| Équipe \| Temps \| \| ------------------ \| -------------------- \| ------------------ \| ---------------------- \| ------------------ \| \| 1er \| Arnaud Démare \| France \| Groupama-FDJ \| 16 h 44 min 40 s \| \| 2e \| Philipp Walsleben \| Allemagne \| Alpecin-Fenix \| + 17 s \| \| 3e \| Kristoffer Halvorsen \| Norvège \| Uno-X Pro Cycling Team \| + 24 s \| \| 4e \| Bryan Coquard \| France \| B&B Hotels p/b KTM \| + 24 s \| \| 5e \| Diego Rubio \| Espagne \| Burgos-BH \| + 28 s \| \| 6e \| Nils Eekhoff \| Pays-Bas \| Team DSM \| + 30 s \| \| 7e \| Niccolò Bonifazio \| Italie \| Total Direct Énergie \| + 34 s \| \| 8e \| Daniel McLay \| Royaume-Uni \| Arkéa-Samsic \| + 34 s \| \| 9e \| Tobias Bayer \| Autriche \| Alpecin-Fenix \| + 36 s \| \| 10e \| Marc Sarreau \| France \| AG2R Citroën Team \| + 38 s \| |                      |             |                        |                  |
| |                      |             |                        |                  |
| Source : ProCyclingStats |                      |             |                        |                  |
| Classement général |                      |             |                        |                  |
| Coureur | Coureur              | Pays        | Équipe                 | Temps            |
| 1er | Arnaud Démare        | France      | Groupama-FDJ           | 16 h 44 min 40 s |
| 2e | Philipp Walsleben    | Allemagne   | Alpecin-Fenix          | + 17 s           |
| 3e | Kristoffer Halvorsen | Norvège     | Uno-X Pro Cycling Team | + 24 s           |
| 4e | Bryan Coquard        | France      | B&B Hotels p/b KTM     | + 24 s           |
| 5e | Diego Rubio          | Espagne     | Burgos-BH              | + 28 s           |
| 6e | Nils Eekhoff         | Pays-Bas    | Team DSM               | + 30 s           |
| 7e | Niccolò Bonifazio    | Italie      | Total Direct Énergie   | + 34 s           |
| 8e | Daniel McLay         | Royaume-Uni | Arkéa-Samsic           | + 34 s           |
| 9e | Tobias Bayer         | Autriche    | Alpecin-Fenix          | + 36 s           |
| 10e | Marc Sarreau         | France      | AG2R Citroën Team      | + 38 s           |

### Classements annexes
| Classement par points | Classement par points | Classement par points | Classement par points     | Classement par points |
| Coureur               | Coureur               | Pays                  | Équipe                    | Points                |
| --------------------- | --------------------- | --------------------- | ------------------------- | --------------------- |
| 1er                   | Arnaud Démare         | France                | Groupama-FDJ              | 92 pts                |
| 2e                    | Kristoffer Halvorsen  | Norvège               | Uno-X Pro Cycling Team    | 59 pts                |
| 3e                    | Bryan Coquard         | France                | B&B Hotels p/b KTM        | 45 pts                |
| 4e                    | Nils Eekhoff          | Pays-Bas              | Team DSM                  | 44 pts                |
| 5e                    | Stanisław Aniołkowski | Pologne               | Bingoal Pauwels Sauces WB | 36 pts                |
| 6e                    | Philipp Walsleben     | Allemagne             | Alpecin-Fenix             | 35 pts                |
| 7e                    | Niccolò Bonifazio     | Italie                | Total Direct Énergie      | 30 pts                |
| 8e                    | Piet Allegaert        | Belgique              | Cofidis                   | 30 pts                |
| 9e                    | Daniel McLay          | Royaume-Uni           | Arkéa-Samsic              | 29 pts                |
| 10e                   | Jon Aberasturi        | Espagne               | Caja Rural-Seguros RGA    | 27 pts                |

| Classement par points | Classement par points | Classement par points | Classement par points     | Classement par points |
| Coureur               | Coureur               | Pays                  | Équipe                    | Points                |
| --------------------- | --------------------- | --------------------- | ------------------------- | --------------------- |
| 1er                   | Arnaud Démare         | France                | Groupama-FDJ              | 92 pts                |
| 2e                    | Kristoffer Halvorsen  | Norvège               | Uno-X Pro Cycling Team    | 59 pts                |
| 3e                    | Bryan Coquard         | France                | B&B Hotels p/b KTM        | 45 pts                |
| 4e                    | Nils Eekhoff          | Pays-Bas              | Team DSM                  | 44 pts                |
| 5e                    | Stanisław Aniołkowski | Pologne               | Bingoal Pauwels Sauces WB | 36 pts                |
| 6e                    | Philipp Walsleben     | Allemagne             | Alpecin-Fenix             | 35 pts                |
| 7e                    | Niccolò Bonifazio     | Italie                | Total Direct Énergie      | 30 pts                |
| 8e                    | Piet Allegaert        | Belgique              | Cofidis                   | 30 pts                |
| 9e                    | Daniel McLay          | Royaume-Uni           | Arkéa-Samsic              | 29 pts                |
| 10e                   | Jon Aberasturi        | Espagne               | Caja Rural-Seguros RGA    | 27 pts                |

| Classement de la montagne | Classement de la montagne | Classement de la montagne | Classement de la montagne          | Classement de la montagne |
| Coureur                   | Coureur                   | Pays                      | Équipe                             | Points                    |
| ------------------------- | ------------------------- | ------------------------- | ---------------------------------- | ------------------------- |
| 1er                       | Jhonatan Restrepo         | Colombie                  | Androni Giocattoli-Sidermec        | 36 pts                    |
| 2e                        | Roger Adrià               | Espagne                   | Equipo Kern Pharma                 | 34 pts                    |
| 3e                        | Stan Dewulf               | Belgique                  | AG2R Citroën Team                  | 31 pts                    |
| 4e                        | Maxime Urruty             | France                    | Xelliss-Roubaix Lille Métropole    | 30 pts                    |
| 5e                        | Tobias Bayer              | Autriche                  | Alpecin-Fenix                      | 30 pts                    |
| 6e                        | Morne van Niekerk         | Afrique du Sud            | Saint Michel-Auber 93              | 22 pts                    |
| 7e                        | Francisco Galván          | Espagne                   | Equipo Kern Pharma                 | 13 pts                    |
| 8e                        | Alexandre Delettre        | France                    | Delko                              | 12 pts                    |
| 9e                        | Benoît Cosnefroy          | France                    | AG2R Citroën Team                  | 12 pts                    |
| 10e                       | Ludwig De Winter          | Belgique                  | Intermarché-Wanty-Gobert Matériaux | 12 pts                    |

| Classement de la montagne | Classement de la montagne | Classement de la montagne | Classement de la montagne          | Classement de la montagne |
| Coureur                   | Coureur                   | Pays                      | Équipe                             | Points                    |
| ------------------------- | ------------------------- | ------------------------- | ---------------------------------- | ------------------------- |
| 1er                       | Jhonatan Restrepo         | Colombie                  | Androni Giocattoli-Sidermec        | 36 pts                    |
| 2e                        | Roger Adrià               | Espagne                   | Equipo Kern Pharma                 | 34 pts                    |
| 3e                        | Stan Dewulf               | Belgique                  | AG2R Citroën Team                  | 31 pts                    |
| 4e                        | Maxime Urruty             | France                    | Xelliss-Roubaix Lille Métropole    | 30 pts                    |
| 5e                        | Tobias Bayer              | Autriche                  | Alpecin-Fenix                      | 30 pts                    |
| 6e                        | Morne van Niekerk         | Afrique du Sud            | Saint Michel-Auber 93              | 22 pts                    |
| 7e                        | Francisco Galván          | Espagne                   | Equipo Kern Pharma                 | 13 pts                    |
| 8e                        | Alexandre Delettre        | France                    | Delko                              | 12 pts                    |
| 9e                        | Benoît Cosnefroy          | France                    | AG2R Citroën Team                  | 12 pts                    |
| 10e                       | Ludwig De Winter          | Belgique                  | Intermarché-Wanty-Gobert Matériaux | 12 pts                    |

| Classement du meilleur jeune | Classement du meilleur jeune | Classement du meilleur jeune | Classement du meilleur jeune | Classement du meilleur jeune |
| Coureur                      | Coureur                      | Pays                         | Équipe                       | Temps                        |
| ---------------------------- | ---------------------------- | ---------------------------- | ---------------------------- | ---------------------------- |
| 1er                          | Nils Eekhoff                 | Pays-Bas                     | Team DSM                     | 16 h 45 min 10 s             |
| 2e                           | Tobias Bayer                 | Autriche                     | Alpecin-Fenix                | + 18 s                       |
| 3e                           | Alexandre Delettre           | France                       | Delko                        | + 6 s                        |
| 4e                           | Stanisław Aniołkowski        | Pologne                      | Bingoal Pauwels Sauces WB    | + 8 s                        |
| 5e                           | Pier-André Côté              | Canada                       | Rally Cycling                | + 10 s                       |
| 6e                           | Jordi López                  | Espagne                      | Equipo Kern Pharma           | + 19 s                       |
| 7e                           | Petr Rikunov                 | Russie                       | Gazprom-RusVelo              | + 29 s                       |
| 8e                           | Roger Adrià                  | Espagne                      | Equipo Kern Pharma           | + 29 s                       |
| 9e                           | Francisco Galván             | Espagne                      | Equipo Kern Pharma           | + 1 min 09 s                 |
| 10e                          | Bram Welten                  | Pays-Bas                     | Arkéa-Samsic                 | + 1 min 13 s                 |

| Classement du meilleur jeune | Classement du meilleur jeune | Classement du meilleur jeune | Classement du meilleur jeune | Classement du meilleur jeune |
| Coureur                      | Coureur                      | Pays                         | Équipe                       | Temps                        |
| ---------------------------- | ---------------------------- | ---------------------------- | ---------------------------- | ---------------------------- |
| 1er                          | Nils Eekhoff                 | Pays-Bas                     | Team DSM                     | 16 h 45 min 10 s             |
| 2e                           | Tobias Bayer                 | Autriche                     | Alpecin-Fenix                | + 18 s                       |
| 3e                           | Alexandre Delettre           | France                       | Delko                        | + 6 s                        |
| 4e                           | Stanisław Aniołkowski        | Pologne                      | Bingoal Pauwels Sauces WB    | + 8 s                        |
| 5e                           | Pier-André Côté              | Canada                       | Rally Cycling                | + 10 s                       |
| 6e                           | Jordi López                  | Espagne                      | Equipo Kern Pharma           | + 19 s                       |
| 7e                           | Petr Rikunov                 | Russie                       | Gazprom-RusVelo              | + 29 s                       |
| 8e                           | Roger Adrià                  | Espagne                      | Equipo Kern Pharma           | + 29 s                       |
| 9e                           | Francisco Galván             | Espagne                      | Equipo Kern Pharma           | + 1 min 09 s                 |
| 10e                          | Bram Welten                  | Pays-Bas                     | Arkéa-Samsic                 | + 1 min 13 s                 |

| Classement par équipes | Classement par équipes          | Classement par équipes | Classement par équipes |
| Équipe                 | Équipe                          | Pays                   | Temps                  |
| ---------------------- | ------------------------------- | ---------------------- | ---------------------- |
| 1re                    | Delko                           | France                 | 50 h 16 min 04 s       |
| 2e                     | Sport Vlaanderen-Baloise        | Belgique               | + 0 s                  |
| 3e                     | Alpecin-Fenix                   | Belgique               | + 2 s                  |
| 4e                     | Xelliss-Roubaix Lille Métropole | France                 | + 15 s                 |
| 5e                     | Burgos-BH                       | Espagne                | + 18 s                 |
| 6e                     | Team DSM                        | Allemagne              | + 18 s                 |
| 7e                     | Androni Giocattoli-Sidermec     | Italie                 | + 19 s                 |
| 8e                     | AG2R Citroën Team               | France                 | + 22 s                 |
| 9e                     | B&B Hotels p/b KTM              | France                 | + 28 s                 |
| 10e                    | Caja Rural-Seguros RGA          | Espagne                | + 34 s                 |

| Classement par équipes | Classement par équipes          | Classement par équipes | Classement par équipes |
| Équipe                 | Équipe                          | Pays                   | Temps                  |
| ---------------------- | ------------------------------- | ---------------------- | ---------------------- |
| 1re                    | Delko                           | France                 | 50 h 16 min 04 s       |
| 2e                     | Sport Vlaanderen-Baloise        | Belgique               | + 0 s                  |
| 3e                     | Alpecin-Fenix                   | Belgique               | + 2 s                  |
| 4e                     | Xelliss-Roubaix Lille Métropole | France                 | + 15 s                 |
| 5e                     | Burgos-BH                       | Espagne                | + 18 s                 |
| 6e                     | Team DSM                        | Allemagne              | + 18 s                 |
| 7e                     | Androni Giocattoli-Sidermec     | Italie                 | + 19 s                 |
| 8e                     | AG2R Citroën Team               | France                 | + 22 s                 |
| 9e                     | B&B Hotels p/b KTM              | France                 | + 28 s                 |
| 10e                    | Caja Rural-Seguros RGA          | Espagne                | + 34 s                 |

## Évolution des classements
| Étape              | Vainqueur          | Classement général | Classement par points | Classement de la montagne | Classement du meilleur jeune | Classement par équipes |
| ------------------ | ------------------ | ------------------ | --------------------- | ------------------------- | ---------------------------- | ---------------------- |
| 1                  | Philipp Walsleben  | Philipp Walsleben  | Philipp Walsleben     | Maxime Urruty             | Nils Eekhoff                 | Alpecin-Fenix          |
| 2                  | Arnaud Démare      | Philipp Walsleben  | Arnaud Démare         | Maxime Urruty             | Nils Eekhoff                 | B&B Hotels p/b KTM     |
| 3                  | Arnaud Démare      | Arnaud Démare      | Arnaud Démare         | Maxime Urruty             | Nils Eekhoff                 | Alpecin-Fenix          |
| 4                  | Arnaud Démare      | Arnaud Démare      | Arnaud Démare         | Jhonatan Restrepo         | Nils Eekhoff                 | Delko                  |
| Classements finals | Classements finals | Arnaud Démare      | Arnaud Démare         | Jhonatan Restrepo         | Nils Eekhoff                 | Delko                  |